# Emmakerk (Amsterdam)

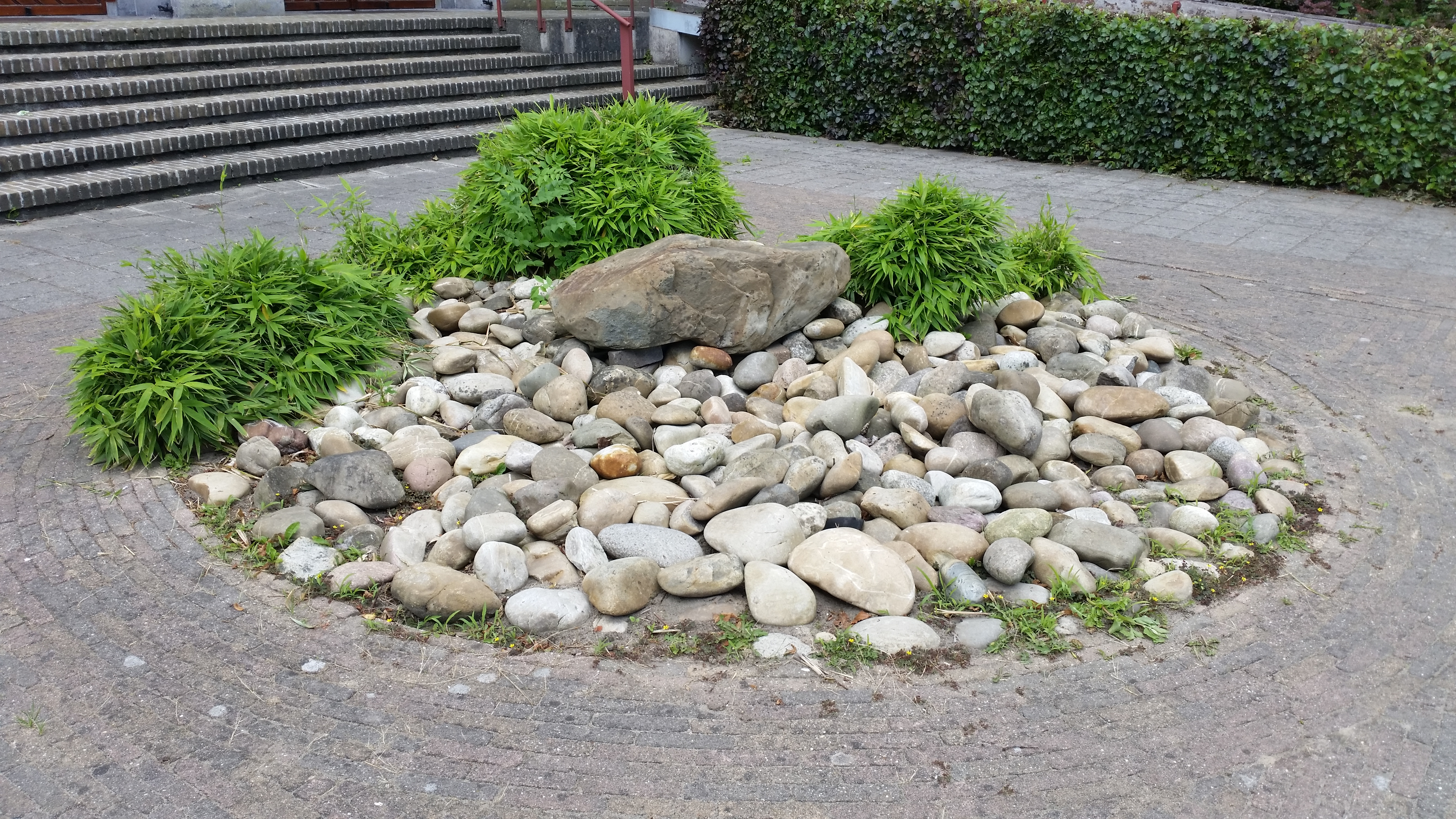
Fontein (juli 2020)

De Emmakerk, sinds 1999 na fusie van twee kerkgemeenten Kerkelijk Centrum De Bron, is een bouwwerk in Amsterdam-Oost. De kerk is gewijd aan Emma van Waldeck-Pyrmont.

## Kerk
Plannen voor de kerk stammen nog uit de periode dat bewoners van de Watergraafsmeer of in Amsterdam of in Diemen ter kerke moesten gaan. Dit betekende dat er lange tijd over slechte wegen getrokken moest worden om een kerk te kunnen bereiken; dat had tot gevolg dat sommige gelovigen het voor gezien hielden. In 1907 kwamen de eerste plannen voor een nieuwe kerk ter vervanging van een noodkerk en ter aanvulling van een kerk in de Wakkerstraat. Het geld is dan ook uiteindelijk vanaf 1935 door leden van de hervormde gemeente bijeengebracht. 
Het gebouw met origineel 1000 plaatsen is ontworpen door architect Gijsbert Friedhoff. Het werd in 1938 gebouwd in de noordwesthoek van de Hugo de Vrieslaan en Middenweg. Ze werd ingewijd op 18 februari 1939. Het wordt door een grachtje gescheiden van Park Frankendael. De driebeukige kerk met vierkante klokkentoren van 35 meter hoogte en pastorie is gebouwd op een langgerekt kavel langs genoemd grachtje. Het monumentenregister vermeldt als het opvallendst dat hoewel de kerk gebouwd is binnen het protestantisme het een uiterlijk heeft van een katholieke basiliek. Het gebouw is opgetrokken uit geelgrijs baksteen en beton en wordt afgeschermd door een mengeling van zadeldaken en lessenaarsdaken. Het gebouw met puntgevels wordt afgedekt met donkergrijze dakpannen. Voorts zijn er schorren en muizetandlijsten te vinden. Tegen de kerk zijn vergaderzalen gebouwd met een aanmerkelijk geringere hoogte. In het oog springt ook de plaatsing van de pastorie en klokkentoren; deze staan niet in de hoofdas van het gebouw. Alhoewel ze als hoofdadres de Hugo de Vrieslaan 2 heeft, is de hoofdingang gelegen aan een teruggetrokken rooilijn aan de Middenweg. Die hoofdingang is verhoogd gelegen, zodat men met een trap de kerk benadert. De drie portieken zijn gevat in hardstenen hoekblokken met bogen aan de bovenzijde. In elke portiek bevindt zich een dubbele houten deur. Boven het portaal is een rijtje langgerekte raampjes met glas-in-lood te zien met een klassieke raamverdeling. Daar weer boven is er een langgerekt glas-in-loodraam te vinden, die wordt afgesloten met een boogconstructie. In de puntgevel is er nog een bakstenen versiering. De architect verwerkte de hele getallen 3 (b.v. portieken), 7 (traveeën) en 12 (pilaren) in het gebouw. Naast de middelste toegangsdeur aan de Middenweg zijn twee gedenkstenen geplaatst (nauwelijks leesbaar).         
Het gebouw werd in april 1998 tot rijksmonument verklaard vanwege architectuur- en cultuurhistorische waarde. Tevens werd het gezien als een mooie combinatie van traditionele bouw, Scandinavische bouw en eigentijdse bouw. Verder vindt men het een aansprekend bouwwerk uit de beginperiode van architect Friedhoff. Wat ook meetelt is dat het gebouw beeldbepalend is voor haar omgeving; het is (ook in de 21e eeuw) verreweg het hoogste gebouw in de omgeving en zeker toen het gebouwd werd.
De kerk speelde een belangrijke rol tijdens de Tweede Wereldoorlog. Een flink aantal mannelijke bewoners was al uitgezonden naar Nederlands-Indië; er kwamen voedselexpedities vanuit de stad en soms werden ook kinderen uit de stad ondergebracht bij Watergraafmeerders.
De kerk voldeed in de jaren negentig van de 20e eeuw eigenlijk niet meer en er waren plannen voor nieuwbouw. Doordat het gebouw een monumentstatus kreeg was sloop niet meer aan de orde en werd het gebouw grondig gerestaureerd. Bij die restauratie werd in de kerkruimte een glazen wand van tien meter hoog en 7,5 meter breedte geplaatst naar ontwerp van Jan Beutener. Door de vlakindeling 3 bij 7 zijn ook daarin de heilige getallen verwerkt. Beutener omschreef het zelf als een grijs, groen en doorzichtig kunstwerk, dat onder invloed van het bewegende daglicht zelf ook in beweging (golfjes water) lijkt te zijn.

## Fontein
In de open ruimte liggend voor de kerk gezien aan de Middenweg is in de loop van de 20e eeuw kunstwerk in de vorm van een fonteintje geplaatst. De ontwerper daarvan is vooralsnog onbekend. Deze fontein is opgebouwd uit een verzameling stenen in cirkelvorm met in het midden een zwerfkei. Door de zwerfkei heen loopt de waterleiding van de fontein. De fontein werd jarenlang gezien als kunstwerk van een gerenommeerd kunstenaar, onder andere in de brochure Rijksakademie op de kaart uit 2020 (nummer 389).  